# Музыкальная газета
«Музыкальная газета» — білоруське щотижневе видання, присвячене музиці і шоу-бізнесу.

## Історія
Заснована в Мінську в 1996 році видавцем Анатолієм Вікторовичем Кирюшкіным (ВД «Нестор»). Газета виходила спочатку один раз в тиждень, потім один раз в два тижні, російською мовою, поширювалася на території Республіки Білорусь, а також через приватних розповсюджувачів на ринках України та Росії. Тираж в різні роки варіювався від 7 000 примірників до 19 500, потім тираж різко впав, продовжував знижуватися в наступні роки, а останній номер вийшов в грудні 2007 року накладом 2 514 примірників.
До 2003 року газета виходила в кольоровому форматі і розповідала як про західну, так і про білоруську і російській музиці. З 2003 року газета стала писати виключно про білоруську музику (освітлення західної музики перекочувало в новий журнал «НОТ-7»), змінила дизайн і перейшла на 8 сторінок (замість 16) в чорно-білому виконанні.
Практично з самого початку головним редактором видання був Олег «О'К» Климов, найвідоміший білоруський музичний журналіст. За час свого існування газета стала знаковий виданням для білоруських цінителів музики і мала успіх в Москві і Санкт-Петербурзі, головним чином завдяки величезній кількості опублікованих матеріалів і високої якості (в перші роки) якості публікацій.
Напередодні 2008 року в силу фінансових причин газета припинила своє існування.